# 서닐 더트
수닐 더트(Sunil Dutt, 1929년 6월 6일 ~ 2005년 5월 25일)는 인도의 배우, 제작자, 정치인이다.